# 만호제강
만호제강(Manho Rope & Wire Ltd.)는 대한민국의 기업이다. 본사는 부산시 강서구 녹산화전로 71(송정동)에 위치해 있으며 대표이사는 김상환이다.

## 논란
2023년 6년 가까이 가격 담합을 하여 공정거래위원회에 의해 시정명령과 과징금이 부과되었으며 검찰의 수사를 받았다
또한  감사 의견 거절을 받으면서 상장 폐지(상폐) 위기에 내몰렸다.2024년 대주주인 엠케이에셋이 소액주주들과 손잡고 영향력 행사를 시사하여 오너와 경영권 분쟁이 장기화되었다

## 종속 기업
- 동대금속

## 참고문헌
1. ↑  한경석, 엠케이에셋, 만호제강 투자 20년만에 주주행동, 딜사이트, 2023.09.06
2. ↑  서병곤, 원자잿값 오르면 강선 가격 인상…'6년간 담합' 만호제강 등 6곳 고발, 이투데이, 2023년 10월 18일
3. ↑  권오은, 오죽하면 고의 상폐설까지... ‘무차입 경영’하던 회사의 갑작스러운 감사의견 거절, 조선비즈, 2023.10.05
4. ↑  만호제강, 경영권 분쟁 장기화되나, 딜사이트, 2024년 1월 17일